# Europejska Federacja Podnoszenia Ciężarów
Europejska Federacja Podnoszenia Ciężarów (angielski: European Weightlifting Federation, EWF) – europejskie stowarzyszenie skupiające narodowe federacje podnoszenia ciężarów. 

## Organizacja
Federacja powstała 20 września 1969 roku w Warszawie. Jest organizacją non-profit, podlegającą Międzynarodowej Federacji Podnoszenia Ciężarów, zajmującą się promowaniem i popularyzacją podnoszenia ciężarów w Europie.

## Członkowie
EWF skupia obecnie 49 stowarzyszeń krajowych.

1. Albania
2. Armenia
3. Austria
4. Azerbejdżan
5. Belgia
6. Białoruś
7. Bośnia i Hercegowina
8. Bułgaria
9. Chorwacja
10. Cypr
11. Czechy
12. Dania
13. Estonia
14. Finlandia
15. Francja
16. Grecja
17. Gruzja
18. Hiszpania
19. Holandia
20. Irlandia
21. Irlandia Północna
22. Islandia
23. Izrael
24. Kosowo
25. Litwa
26. Luksemburg
27. Łotwa
28. Malta
29. Mołdawia
30. Monako
31. Niemcy
32. Norwegia
33. Polska
34. Portugalia
35. Rosja
36. Rumunia
37. San Marino
38. Serbia
39. Słowacja
40. Słowenia
41. Szkocja
42. Szwajcaria
43. Szwecja
44. Turcja
45. Ukraina
46. Walia
47. Węgry
48. Wielka Brytania
49. Włochy

## Szefowie EWF
Pierwszym przewodniczącym EWF był Janusz Przedpełski, obecnie tę funkcję sprawuje Antonio Urso.
| lp. | Nazwisko             | Państwo         | Lata      |
| --- | -------------------- | --------------- | --------- |
| 1   | Janusz Przedpełski   | Polska          | 1969-1983 |
| 2   | Andre Coret          | Francja         | 1983-1987 |
| 3   | Wally Holland        | Wielka Brytania | 1987-1999 |
| 4   | Waldemar Baszanowski | Polska          | 1999-2008 |
| 5   | Antonio Urso         | Włochy          | 2008-     |